# La perdizione (film 1974)
La perdizione (Mahler) è un film del 1974, diretto da Ken Russell.

## Trama
Il film ripercorre in chiave allegorica ed onirica la carriera artistica di Gustav Mahler.
L'azione principale si svolge nel 1911, a bordo di un treno. Il direttore d'orchestra, dopo varie tournée, decide di recarsi a Vienna, insieme a sua moglie. Durante il lungo tragitto, il protagonista rivive i momenti più belli e quelli più tristi della vita, spesso associati da incubi o visioni.

## Produzione
Ken Russell decise di dirigere il film dopo aver visto e criticato aspramente Morte a Venezia  (che viene esplicitamente citato in una scena).
Il budget a disposizione per il suddetto lungometraggio fu di circa 200 000 dollari.
Alcune scene in esterno sono state girate nel Lake District.
L'attore feticcio Oliver Reed, spesso protagonista nelle pellicole del cineasta inglese, compare solo in un piccolo cameo.

## Distribuzione
È uscito nelle sale cinematografiche europee ad aprile del 1974.
Ha avuto una edizione home video con lingua italiana.

## Critica
Paolo Mereghetti giudica La perdizione come un bio-movie stravolto, ricco di numerose scene kitsch che rimandano alle copertine e vignette di Life.
John Anderson di Variety reputa la pellicola come un esperimento deformato, costituito da elementi simbolici.

## Riconoscimenti
Festival di Cannes 1974
- Grand Prix tecnico
- Nomination Palma d'oro

British Academy Film Awards (1974)
- Miglior attore/attrice emergente (Georgina Hale)